# 스미토모은행

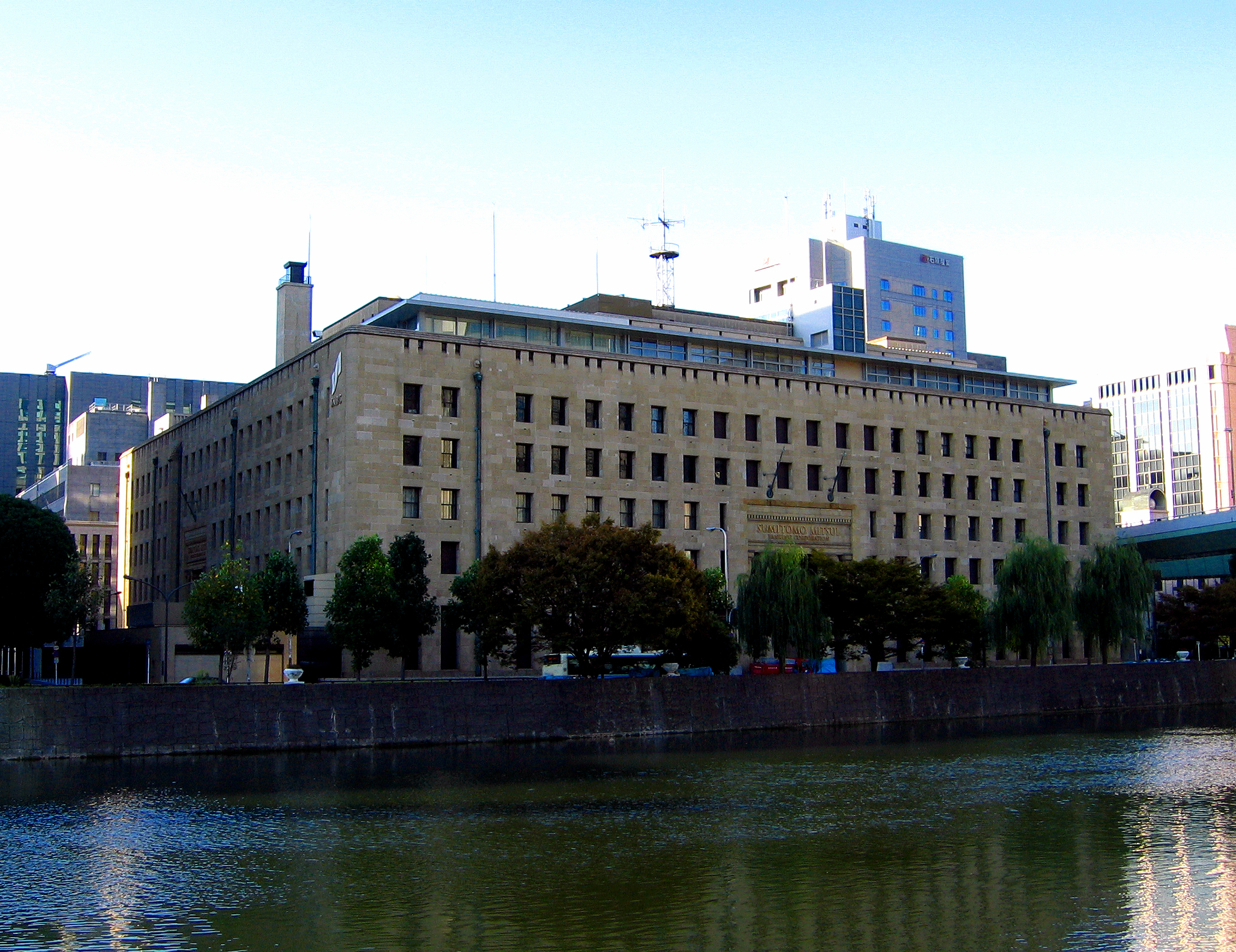
과거 오사카 나카노시마에 위치하였던 스미토모은행의 본사. 지금은 SMBC 사무소가 위치해 있다.

주식회사스미토모은행(일본어: 株式会社住友銀行, 영어: The Sumitomo Bank, Limited)은 일본 오사카에 위치한 스미토모 그룹 소속의 주요 은행이었다. 2001년 4월 1일 사쿠라은행과 합병되면서 미쓰이스미토모 은행이 설립되었다.

## 역사
스미토모은행은 1895년 11월 민영 기업으로 설립되었으며 1912년 3월 15,000,000엔의 자본금으로 유한책임회사로 재구성되었다. 스미토모 재벌 사업의 국제화와 맞물려 제1차 세계 대전 시기에 해외에 수많은 분점을 개업하였다.
제2차 세계 대전 이후 스미토모 그룹은 해체되었으며 구성 기업들은 스미토모라는 이름을 사용하는 일이 금지되었다. 이 은행의 이름은 1948년 10월 스스로 오사카 은행으로 변경하였다. 1952년 12월, 이 이름은 다시 스미토모은행으로 되돌아왔다. 스미토모는 전후 초기에 NEC, 파나소닉(마쓰시다) 등 일본의 여러 주요 제조업체들의 주 은행이었다.
스미토모의 SWIFT 코드는 "SMITJPJT"였다.